# Thoon aethus
Thoon aethus is een vlinder uit de familie van de dikkopjes (Hesperiidae). De wetenschappelijke naam van de soort is voor het eerst geldig gepubliceerd in 1950 door Kenneth Hayward.